# Thorybes
Thorybes este un gen de fluturi din familia Hesperiidae. 

## Specii
- Thorybes bathyllus (Smith, 1797)
- Thorybes confuses E. Bell, 1923
- Thorybes diversus Bell, 1927
- Thorybes drusius (Edwards, 1883)
- Thorybes mexicana (Herrich-Schäffer, 1869)
- Thorybes pylades (Scudder, 1870)